# Кемп-Гілл (Алабама)
Кемп-Гілл (англ. Camp Hill) — місто (англ. town) в США, в окрузі Таллапуса штату Алабама. Населення — 1006 осіб (2020).

## Географія
Кемп-Гілл розташований за координатами 32°47′52″ пн. ш. 85°39′22″ зх. д. / 32.79778° пн. ш. 85.65611° зх. д. (32.797836, -85.655984).  За даними Бюро перепису населення США в 2010 році місто мало площу 23,54 км², з яких 23,28 км² — суходіл та 0,26 км² — водойми.

### Клімат
| Клімат : Кемп-Гілл    | Клімат : Кемп-Гілл | Клімат : Кемп-Гілл | Клімат : Кемп-Гілл | Клімат : Кемп-Гілл | Клімат : Кемп-Гілл | Клімат : Кемп-Гілл | Клімат : Кемп-Гілл | Клімат : Кемп-Гілл | Клімат : Кемп-Гілл | Клімат : Кемп-Гілл | Клімат : Кемп-Гілл | Клімат : Кемп-Гілл | Клімат : Кемп-Гілл |
| Показник              | Січ.               | Лют.               | Бер.               | Квіт.              | Трав.              | Черв.              | Лип.               | Серп.              | Вер.               | Жовт.              | Лист.              | Груд.              | Рік                |
| Середній максимум, °C | 13,9               | 15,6               | 19,4               | 24,4               | 28,3               | 31,7               | 32,8               | 32,2               | 30,6               | 25,0               | 19,4               | 14,4               | 23,9               |
| Середній мінімум, °C  | 1,1                | 1,7                | 5,6                | 9,4                | 13,9               | 18,3               | 19,4               | 19,4               | 16,7               | 10,0               | 4,4                | 1,7                | 10,0               |
| Норма опадів, мм      | 130                | 130                | 155                | 119                | 94                 | 99                 | 135                | 109                | 91                 | 69                 | 84                 | 132                | 1344               |
| --------------------- | ------------------ | ------------------ | ------------------ | ------------------ | ------------------ | ------------------ | ------------------ | ------------------ | ------------------ | ------------------ | ------------------ | ------------------ | ------------------ |
| Джерело: Weatherbase  |                    |                    |                    |                    |                    |                    |                    |                    |                    |                    |                    |                    |                    |

## Демографія
Згідно з переписом 2010 року, у місті мешкало 1014 осіб у 450 домогосподарствах у складі 269 родин. Густота населення становила 43 особи/км².  Було 581 помешкання (25/км²).
Расовий склад населення:
| - 88,4 % — чорних або афроамериканців - 10,2 % — білих - 0,1 % — корінних американців - 0,1 % — азіатів |

До двох чи більше рас належало 0,8 %. Частка іспаномовних становила 0,7 % від усіх жителів.
За віковим діапазоном населення розподілялося таким чином: 22,1 % — особи молодші 18 років, 63,4 % — особи у віці 18—64 років, 14,5 % — особи у віці 65 років та старші. Медіана віку мешканця становила 41,8 року. На 100 осіб жіночої статі у місті припадало 77,9 чоловіків;  на 100 жінок у віці від 18 років та старших — 76,3 чоловіків також старших 18 років.
Середній дохід на одне домашнє господарство  становив 27 551 долар США (медіана — 25 118), а середній дохід на одну сім'ю — 28 847 доларів (медіана — 25 560). За межею бідності перебувало 36,6 % осіб, у тому числі 54,9 % дітей у віці до 18 років та 7,2 % осіб у віці 65 років та старших.
Цивільне працевлаштоване населення становило 296 осіб. Основні галузі зайнятості: виробництво — 22,6 %, освіта, охорона здоров'я та соціальна допомога — 21,3 %, публічна адміністрація — 15,9 %, роздрібна торгівля — 13,5 %.